# Nicole Hosp
Nicole Hosp (Ehenbichl, 6 de noviembre de 1983) es una deportista austríaca que compitió en esquí alpino; tres veces campeona mundial.

## Trayectoria
Participó en dos Juegos Olímpicos de Invierno, obteniendo en total tres medallas, plata en Turín 2006, en la prueba de eslalon, y dos en Sochi 2014, plata en la supercombinada y bronce en el supergigante.
Ganó nueve medallas en el Campeonato Mundial de Esquí Alpino entre los años 2003 y 2015. En la Copa del Mundo consiguió doce victorias y 57 podios en total.
En 2007 fue nombrada «Deportista femenina del año» en su país. En 2014 recibió la Condecoración de Honor de Oro de la Orden al Mérito de la República de Austria.

## Palmarés internacional
| Juegos Olímpicos   | Juegos Olímpicos                   | Juegos Olímpicos  | Juegos Olímpicos |
| Año                | Lugar                              | Medalla           | Prueba           |
| ------------------ | ---------------------------------- | ----------------- | ---------------- |
| 2006               | Turín (Italia)                     | Medalla de plata  | Eslalon          |
| 2014               | Sochi (Rusia)                      | Medalla de plata  | Supercombinada   |
| 2014               | Sochi (Rusia)                      | Medalla de bronce | Supergigante     |
| Campeonato Mundial |                                    |                   |                  |
| Año                | Lugar                              | Medalla           | Prueba           |
| 2003               | St. Moritz (Suiza)                 | Medalla de plata  | Combinada        |
| 2003               | St. Moritz (Suiza)                 | Medalla de bronce | Eslalon          |
| 2005               | Bormio (Italia)                    | Medalla de plata  | Equipo mixto     |
| 2007               | Åre (Suecia)                       | Medalla de oro    | Eslalon gigante  |
| 2007               | Åre (Suecia)                       | Medalla de bronce | Descenso         |
| 2013               | Schladming (Austria)               | Medalla de oro    | Equipo mixto     |
| 2013               | Schladming (Austria)               | Medalla de bronce | Supercombinada   |
| 2015               | Vail/Beaver Creek (Estados Unidos) | Medalla de oro    | Equipo mixto     |
| 2015               | Vail/Beaver Creek (Estados Unidos) | Medalla de plata  | Combinada        |